# クボタ
株式会社クボタ（英: Kubota Corporation）は、大阪府大阪市浪速区に本社を置く産業機械（農業機械、建設機械、ディーゼルエンジン等）、建築材料、鉄管、環境機器等を製造する大手製造メーカーである。
日経平均株価およびTOPIX Large70、JPX日経インデックス400の構成銘柄の一つ。

## 概要
創業者は久保田権四郎。鋳物メーカーとして創業し、日本で初めて水道用鉄管の開発に着手し、国産化と量産化に成功。以降、鋳造技術から派生し、内燃機や農業機械、水処理、環境機器などに事業を拡大してきた。現在は、食料・水・環境の領域において事業を展開している。
農業機械メーカーとしては、シェア・売上高ともに国内首位であり、ヤンマーアグリ（ヤンマーホールディングス）や井関農機、三菱マヒンドラ農機などの同業他社に対して圧倒的な差をつけている。世界ではディア・アンド・カンパニー、CNH Industrialに次いで3位である。また、ミニバックホーや小型産業用ディーゼルなど、世界トップクラスのシェアを持つ製品や、ダクタイル鋳鉄管や水処理設備など、国内でトップクラスのシェアを持つ製品群もある。
長期ビジョンである、GMB2030では、豊かな社会と自然の循環にコミットする”命を支えるプラットフォーマー”となることを掲げている。ブランドスローガンは「For Earth, For Life」。
2024年5月、2026年5月を目途に本社を創業の地である現在の大阪市浪速区から同市北区（うめきた2期）のグラングリーン大阪に移転すると発表した。

## 沿革
- 1890年2月 - 久保田権四郎が鋳物メーカー「大出鋳造所」として創業。
- 1897年 - 「大出鋳造所」を「久保田鉄工所」に改称。
- 1922年 - 農工用石油発動機の製造を開始。
- 1947年 - 昭和天皇が堺工場に行幸（昭和天皇の戦後巡幸）[9]。
- 1953年4月1日 - 商号を「久保田鉄工株式会社」に変更。
- 1957年 - 住宅建材の製造販売を開始。
- 1960年 - 国産初の畑作用乗用トラクター「T15」を開発・商品化。1962年には水田用乗用トラクター「L15R」も開発・商品化される。
- 1971年 - 世界最小[注釈 1]の水冷・直列2気筒によるディーゼルエンジンを搭載し、更に業界初の4輪駆動を用いた[注釈 2]小型乗用トラクター「ブルトラ」シリーズを発売。発売直後、瞬く間に同社のベストセラー商品となる。
- 1990年4月1日 - 創業100周年に伴い商号を「株式会社クボタ」に変更。同時にブランドロゴ（CI）を刷新。
- 1997年 - 農耕用乗用トラクターとしてハーフトラクター[注釈 3]「パワクロ」を30年ほど前に設定していた井関農機に引き続き商品化。以後、同社の最小クラス - 最大クラスのトラクターに幅広く設定される。
- 2008年 - 108PSのディーゼルエンジンを搭載し、業界トップクラスの超高速刈りを実現した自脱型コンバイン「エアロスター ダイナマックス」シリーズを発表。
- 2012年 - ノルウェーの農業用インプルメントメーカーであるクバンランドを買収。
- 2016年 - 欧州で一部先行販売していた最大170馬力の畑作用大型トラクタ「M7」を国内市場へ本格投入。
- 2016年 - アメリカの農作業機器メーカーであるグレートプレーンズマニュファクチャリングを買収。
- 2021年4月 - 知財功労賞（特許庁長官表彰）を受賞[10]。
- 2022年4月 - インドのトラクター大手エスコーツ（現エスコーツクボタ）を買収、連結子会社化した。
- 2023年 - フランスの農業用インプルメントメーカーである B.C. TECHNIQUE AGRO-ORGANIQUE SASを子会社のクバンランドを介して買収。
- 2023年6月 - 同社のラグビー部であるクボタスピアーズ船橋・東京ベイがラグビーNTTリーグワンのプレーオフトーナメントの決勝戦で、 埼玉パナソニックワイルドナイツの連覇を阻み、初優勝した。
- 2023年6月 - 世界で初めて、人が搭乗することなく自動運転でコメや麦の収穫作業が行なえる普通型コンバイン「アグリロボコンバインDRH1200A-A」を発表。
- 2024年1月 - 世界最大級のテクノロジー見本市 であるCES2024に出展し、New Agri Comceptと題した自律運転農機のプロトタイプを公開した。
- 2024年3月 - 健康経営優良法人2024「ホワイト500」の認定を受けた。

### スローガン
2010年（平成22年）2月の創業120周年を記念して、グループ共通の新スローガン「For Earth, For Life」が制定された。
過去のスローガンは「国づくりから米づくりまで」、「ゆたかな人間環境づくり」、「技術でこたえる確かな未来」（以上旧久保田鉄工時代のもの）、「ヒューマニティテクノロジー：Hu-Tech」、「美しい日本をつくろう」、「進化を、新価で!」、「LOVE THE EARTH MORE:もっと地球を愛したい」、「水と土と空と、地球のために。」、「社会の底力。」などであった。

## 主要製品
- 農業機械（トラクター、自脱型コンバイン、普通型コンバイン、管理機、農業用インプルメントほか）
- 建設機械 - 世界シェア21年連続1位のミニバックホーをはじめ、コンパクトトラックローダー、スキッドステアローダー、ホイールローダー等の小型建機を手掛ける
- ユーティリティビークル - 主に北米向け（国内では、日本ハムファイターズのリリーフカーとして使用されており、本拠地であるエスコンフィールドHOKKAIDOで見かけることができる）
- 鉄管 - ダクタイル鋳鉄管の国内シェア1位
- 水浄化設備 - 液中膜や浄水・下水処理場の各種設備
- 産業機材 - 素形材や建築材料
- 産業用ディーゼルエンジン - 小型エンジンに強みを持ち、200馬力未満の馬力帯を揃える。半数以上が他社へのOEM供給

## 事務所所在地
- 本社：大阪市浪速区敷津東1-2-47
- 本社阪神事務所：兵庫県尼崎市浜1-1-1
- 東京本社：東京都中央区京橋2-1-3
- グローバル技術研究所：堺市堺区匠町1-11

## ネットワーク
- 支社：全国6か所（北海道・東北・中部・中国・四国・九州）
- 支店：1か所（横浜）
- 営業所・出張所：全国5か所（和歌山・熊本・沖縄・山口・三重）

### 製造拠点
- 枚方製造所（大阪府枚方市）
- 堺製造所（堺市堺区）
- 阪神工場（兵庫県尼崎市）
- 京葉工場（千葉県船橋市・市川市）
- 堺臨海工場（堺市西区）
- 滋賀工場（滋賀県湖南市）
- 恩加島事業センター（大阪市大正区）
- 宇都宮工場（栃木県宇都宮市）
- 筑波工場（茨城県つくばみらい市）
- 久宝寺事業センター（大阪府八尾市）

## グループ会社
- 株式会社クボタ教育センター（兵庫県尼崎市）
- 株式会社クボタクレジット（大阪市浪速区）
- 株式会社クボタ計装（千葉県船橋市）
- 株式会社クボタデータグラウンド（大阪市浪速区）
- 株式会社クボタ建機ジャパン（大阪市浪速区）
- 株式会社クボタエンジンジャパン（大阪市浪速区）
- 株式会社クボタ建設（大阪市浪速区）
- 株式会社クボタスタッフ（大阪市浪速区）
- 株式会社管総研（兵庫県尼崎市）
- クボタアグリサービス株式会社（大阪市浪速区）http://www.kubota-agri-service.co.jp/
- クボタエイトサービス株式会社（大阪市浪速区）https://www.kubota-eight.co.jp/
- クボタエンジンジャパン株式会社（大阪市浪速区）
- クボタ環境エンジニアリング株式会社（東京都中央区）https://www.kubota-environmentaleng.co.jp/
- クボタ機械設計株式会社（大阪府堺市堺区）
- クボタ空調株式会社（東京都中央区）
- 株式会社クボタケミックス（大阪市浪速区）
- クボタ浄化槽システム株式会社（大阪市浪速区）
- クボタ総合保険サービス株式会社（大阪市浪速区）
- クボタマシナリートレーディング株式会社（大阪市浪速区）
- ケイミュー株式会社（大阪市中央区）
- クボタメンブレン株式会社（大阪府八尾市）
- クボタワークス株式会社（大阪市浪速区）
- クボタロジスティクス株式会社（大阪市浪速区）
- 日本プラスチック工業株式会社（愛知県小牧市）
- 平和管財株式会社（東京都中央区）
- クボタサンベジファーム株式会社（大阪府南河内郡河南町）

## マスコットキャラクター
マスコットキャラクターは「元氣村の仲間たち」でCMでも放送されている。
- 元氣くん
- ひまわりちゃん
- オレンジ
- ウエール
- カール
- 豊作おじいさん
- 豊お父さん
- あさひお母さん

現在のマスコットキャラクターはスッピー君。

## 販売促進

### 壁がある。だから、行く。クボタ
2017年1月から、女優の長澤まさみを起用し、社会に信頼され親しまれるクボタブランドの構築を目指している。コミュニケーションスローガンは「壁がある。だから、行く。クボタ」
また、ラグビーワールドカップ2019以降、スポーツに関係して海外協力の取り組みを紹介するCMを上記スローガンを掲げて放送している。長澤は出演しない。
- ラグビー…イメージ作品。ラグビーワールドカップ2019日本テレビ系中継内ほか各民放ラグビー中継内CM
- サッカー…カタールでの水インフラ整備協力について。2022 FIFAワールドカップ民放中継内CM

### ドラマ「下町ロケット」の技術監修
池井戸潤原作の「下町ロケット ゴースト」は、トラクターのトランスミッションをきっかけに物語が展開される。2018年10月に放送が始まったTBSのテレビドラマでは、クボタが技術監修で協力しており、最新の自動運転トラクターのアピールの一助になった。

### クボタスピアーズ
ラグビーワールドカップ2019において、クボタスピアーズに所属するピーター・ラブスカニフ選手は日本代表として、ドウェイン・フェルミューレン選手は南アフリカ代表として活躍した。

## CMキャラクター（過去のCMキャラクターを含む）
- 橋幸夫（トラクター「ブルトラ」シリーズ、トラクター「L」シリーズ、コンバイン「NX」シリーズ）
- アンディ・フグ（トラクター「キングウェル」シリーズ）
- 谷亮子（コンバイン「エアロスター」シリーズ、クボタ農業機械 全国試乗キャンペーンほか）
- 室伏広治（コンバイン「エアロスター」「エアロスター ダイナマックス」シリーズ、クボタ農業機械 全国試乗キャンペーンほか）ほか

このほか、企業イメージキャラクターとして、日比野克彦、安田成美、利根川進などを起用したこともあり、2017年1月より女優の長澤まさみを起用している。
2010年（平成22年）3月からは、農業機械部門の新キャラクターとして、前述したマペット人形による「元氣村の仲間たち」が登場。架空の「元氣村」にて、トラクターの「オレンジ」、田植機の「ウエール」、コンバインの「カール」などが登場し、村の人々とともに農業を元気にする、という設定である。

## スポンサー番組（過去の番組も含む）

### 現在
- 2018年4月以降、全国ネットのレギュラー番組での提供は無いが、2023年9月時点ではスペシャル番組には提供する事がある。
- 農業一口メモ（山形放送） - 系列会社の南東北クボタと共同で提供。
  - テレビ朝日などの系列外他局には日曜深夜などにスポット枠でCMを送出している。

### 過去
- 産経新聞ニュース（文化放送・ニッポン放送・ラジオ大阪） - ラジオ大阪土曜正午のニュースの元スポンサーだった。現在は降板してノンスポンサーに。
- 野生の王国（MBS） - 日本教育テレビ（現・テレビ朝日）（1975年3月末まで） - TBS（1975年4月より）系列で放送。1977年頃まで住友グループと共同で提供していた（番組の前半・後半でスポンサーを交代）。
- 太陽にほえろ!→全日本プロレス中継→土曜スーパースペシャル→大追跡（日本テレビ）
- 刑事貴族→はだかの刑事（日本テレビ）
- およねのコケコッコー → 浩一のコケコッコー → 浩一のがまだせ!熊本（熊本放送） - 系列会社の中九州クボタと共同で提供。
- 徹子の部屋（テレビ朝日）
- ザ・スーパーサンデー（テレビ朝日）
- FNNニュースレポート23:00（月曜 - 金曜）・FNNニュースレポート23:30（土曜）（フジテレビ、一部系列局を除く） - 系列局の差し替え版も含む。
- ウィークエンドスペシャル 松任谷由実のオールナイトニッポン（ニッポン放送）
- サンデープロジェクト（テレビ朝日・ABC） - アスベスト問題以降、提供クレジットを外して農業機械関連CMを中心に流していたが、2006年9月10日放送分で企業CMが復活した。以後、農業機械CMと不定期で交互に放送されていたが、2007年3月25日放送分をもってに降板。
- 平成ふしぎ探検隊（ABC）
- 圭修のうしみつ天国（中京テレビ）
- スーパーJチャンネル（テレビ朝日） - テレビ朝日のみのスポンサー（土曜）。2007年3月でスポンサーから降板。
- 快傑熟女!心配ご無用（TBS）
- みのもんたの朝ズバッ!（TBS） - 曜日により提供。
- ザ!世界仰天ニュース（日本テレビ） - 2007年4月4日のドラマスペシャル「銭華2 DX豪華版」より提供開始。2009年3月末で降板し、同年4月より『鉄腕DASH』へ移動。
- ザ!鉄腕!DASH!!（日本テレビ） - 2012年3月末で降板し、同年4月以降より『シューイチ』へ移動。
- 旅の香り（テレビ朝日）
- 感涙!時空タイムス（テレビ大阪）
- 毎日放送制作金曜21時台時代劇枠（腸捻転時代。狼・無頼控→幡随院長兵衛お待ちなせえ→もってのほか）
- 冒険JAPAN! 関ジャニ∞MAP（ABC） - 放送開始からの3ヶ月間。
- EXILE魂（MBS・TBS共同制作） - 2012年4月から、30秒の企業CMを放映。終了後、『Mr.サンデー』へ移動。
- シューイチ（日本テレビ） - 2012年4月から、30秒の企業CMを放映。2013年4月より『シルシルミシルさんデー』へ移動。
- Mr.サンデー（フジテレビ・関西テレビ共同制作） - 2012年10月から2013年9月まで、30秒の企業CMを放映。
- シルシルミシルさんデー（テレビ朝日）- 2013年4月から、30秒の企業CMを放映していたが、2014年3月30日「くりぃむクイズ ミラクル9スペシャル」をもって降板。番組は引き続き継続中。提供枠は「世界の村で発見!こんなところに日本人」に移動。
- 世界の村で発見!こんなところに日本人（ABC制作・テレビ朝日系）-2014年4月11日放送分より提供。2015年3月末で降板。2015年4月以降は「SMAP×SMAP」に移動[注釈 4][注釈 5]。
- クボタ民謡お国めぐり（秋田テレビ） - 東北6県ブロックネットで1973年2月から約39年間放送されていた唯一の一社提供番組。60秒の企業CMと農機具のCMを放映。なお、秋田県の担当販売店は、当社のグループ会社ではなく、ネッツトヨタ秋田を運営する石井グループ傘下の秋田クボタが担当している。
- SMAP×SMAP（フジテレビ・関西テレビ共同制作） - 2015年4月より提供開始。毎週前半枠と後半枠で交代に提供。30秒の企業CMを放映。2016年9月末で降板。
- 報道2001（フジテレビ）
- 相葉マナブ（テレビ朝日系）-　2015年4月より提供開始。30秒のCMを放映[注釈 6]。ただし、数か月後に降板。
- JNNニュースの森・土曜（TBS）
- 開運!なんでも鑑定団（チューリップテレビ）
- 満天☆青空レストラン（日本テレビ） - 2017年4月1日放送より提供開始。2018年3月31日放送をもって降板（後継は森永製菓）。
- 日曜劇場・下町ロケット2（TBS） - 1話・2話・5話・10話・11話の15分拡大版の提供（筆頭・60秒）。また、同作品に撮影技術協力も行っていた。
- 第99回全国高等学校ラグビーフットボール大会決勝（MBS、2020年1月7日放送） - 前半60秒の筆頭スポンサー。
- 第101回全国高等学校ラグビーフットボール大会決勝（MBS、2022年1月8日放送） - 前半60秒の筆頭スポンサー。
- 永島敏行の農業バンザイ! すごいぞ秋田の農業（秋田テレビ） - 系列会社の秋田クボタと共同で提供。

### 提供番組の移り変わり
日本テレビ系
「太陽にほえろ!」から長らく筆頭複数社の提供番組が続いていたが、かつて1987年ごろに「全日本プロレス中継」を土曜19時で放送していた時期に30秒別枠で提供していたときがあった。「はだかの刑事」終了以降は30秒に縮小されて「シューイチ」まで番組提供を継続してきたが、2013年4月改編で「シューイチ」の時間枠拡大などを理由に提供を降板、1977年頃から続いてきた番組提供が一旦途切れて現在に至る。上記の通り、2017年4月より「満天☆青空レストラン」のスポンサーを務めている。上記の通り2018年3月31日放送をもって降板。
テレビ朝日系
腸捻転解消前のネット局であった毎日放送制作の「野生の王国」と金曜21時枠時代劇のスポンサーだったが、1975年3月31日の腸捻転解消以降は1枠は「13時ショー」→「徹子の部屋」の前半枠複数社提供、もう1枠は朝日放送制作の「おはようワイド・土曜の朝に」の筆頭複数社提供社の1社として流れていたが、その後の提供番組は色々と変わっていった。時期により「サンデープロジェクト」の前半枠複数社提供の1社だったり、「ザ・スーパーサンデー」からしばらく数年間日曜19時からの2時間ワイド番組のスポンサーだったりしていたが、2000年代に入りアスベスト問題で提クレ自粛という時期もあった。2007年3月末で「サンデープロジェクト」を途中降板、一旦テレビ朝日系で番組提供が「旅の香り」や日曜深夜のスポット扱いなどになるが、2013年4月に「シルシルミシルさんデー」で提供復帰したが、その後降板。
TBS系
かつて「JNNニュースデスク」などいくつかの複数社提供番組が存在していたが、次第に提供番組が減少していき年によっては北海道放送（HBC）制作のスキージャンプ大会→全国ネット特番のみ提供していた。しかし、2000年代に入り平日朝ワイドの複数社提供→MBS・TBS共同制作の日曜22時台複数社提供などで綱を渡りながら番組提供していたが、2012年10月改編で再び平日朝ワイドの複数社提供へ戻されて現在に至る。その他にはMBS制作の「アップダウンクイズ」のヒッチハイクを担当していた事もあった。
テレビ東京系
「独占!スポーツTODAY」の頃から何かしらの提供番組が続いているが、テレビ大阪の開局（1982年3月1日）以降はテレビ大阪の開局記念特番の筆頭スポンサーの1社として提供している。それが縁で「感涙!時空タイムス」のスポンサーにもなったが、同番組終了後は時折特番提供などでテレビ東京系で登場しており現在に至る。
フジテレビ系
芙蓉グループの1企業でもあり、｢FNNニュースレポート23:00・23:30」の複数社提供1社でもあったため、1970年代 - 1990年代は提供番組が多かったが、「感動エクスプレス」の不定期単発特番終了後以降「Mr.サンデー」の複数社提供1社になるまでは関西テレビ制作の全国ネット特番しか提供しなかった時期もあった。過去に1月3日の午前中に全国ネットで放送されていた正月特番「日本放送演芸大賞」の複数社提供1社としてスポンサーをしていた時もあった（関西テレビが制作に関わっていた年から1987年まで）。2012年10月関西テレビとの共同制作の「Mr.サンデー」に途中から提供開始して現在に至る（2013年9月末で降板）。2015年4月から「SMAP×SMAP」のスポンサーとなり、2016年9月末で降板。
その他地方局
「クボタ民謡お国めぐり」をネットしていた放送局が多かった。

## 諸問題
- 1999年
  - 水道管などに用いる、ダクタイル鋳鉄管における独占禁止法違反（ヤミカルテル）の疑いで、公正取引委員会が、業界最大手の同社のほか、栗本鉄工所、日本鋳鉄管の3社を摘発。
  - 同社の広告掲示契約に関わる、総会屋への商法違反（不正利益供与）の疑いで、大阪府警察本部より摘発される。
- 2005年
  - 過去に操業していた神崎工場[注釈 9]などで、石綿を使った生産が行われていた影響で、元従業員や工場周辺住民の中皮腫（健康被害）が発覚。

- 2008年
  - 9月30日、偽装請負問題対策として期間限定の雇用契約を結んだのは違法として、同社恩加島事業センター（大阪市）の外国人労働者ら15人が全日本港湾労働組合との活動の中で大阪地裁に雇用期限後の従業員としての地位確認を求める訴えを起こす[13]。
    - この訴訟に関連して、同社が、訴訟の原告となっている労働者について、非正規従業員に対し支払う『契約終了慰労金』の対象から除外する方針を示しており、「裁判妨害」の意図があると疑われている[14]。
- 2010年
  - 1月、前述の旧神崎工場の周辺に住んでいた住民の一人が、大量のアスベスト吸引が原因と見られる石綿肺を発症していたことが判明、同工場の職務従事者以外では初の発症例となった。この住民は、同社に対し救済金を請求する書類を提出[15][16]。
- 2017年
  - 4月、2014年12月-2015年12月期までの1年間に亘り、茨城県内の工場内の道路の舗装工事の費用などに関連して、大阪国税局から約2億4,000万円の所得隠しを指摘されていたことが判明した[17]。
- 2023年
  - 4月、同社の子会社・フモト産業（清算済み）の元経理担当の企画管理部長である57歳男性が、大阪府警察から業務上横領の容疑で逮捕された。馬券の購入などに充てられていた模様である。クボタの社内調査により、2016年から2021年までの7年間で総額約8億円の私的流用が確認されている模様である[18][19]。

## ギャラリー
- 石油発動機搭載耕耘機
- アステ A-175トラクター（2007年現在絶版）
- クボタ製バックホー